# Præstø Kommune
| Strukturdaten       | Strukturdaten       |
| ------------------- | ------------------- |
| Sitz der Verwaltung | Præstø              |
| Fläche              | 106,88 km²          |
| Einwohner           | 7.758 (2006)        |
| Kommune seit 2007   | Vordingborg Kommune |

Præstø Kommune war bis Dezember 2006 eine dänische Kommune im damaligen Storstrøms Amt im Süden der Insel Seeland. Seit Januar 2007 ist sie zusammen mit der „alten“ Vordingborg Kommune, der Langebæk Kommune und der Møn Kommune Teil der neuen Vordingborg Kommune.